# Дячук-Ставицький Михайло Юрійович
Михайло Юрійович Дячук-Ставицький (нар. 1 січня 1989) — український футболіст та тренер, виступав на позиції півзахисника та нападника.

## Кар'єра гравця
Вихованець молодіжної академії львівських «Карпат», у складі яких до 2006 року виступав у ДЮФЛУ. У 2006 році переведений до складу «Карпат-2», у футболці яких дебютував 26 квітня в переможному (2:0) домашньому поєдинку 21-о туру групи А Другої ліги проти долинського «Нафтовика». Михайло вийшов на поле на 90-й хвилині, замінивши Ігора Мельника. Дебютним голом на професіональному рівні відзначився 24 листопада 2006 року на 62-й хвилині програному (1:2) виїзному поєдинку 18-о туру групи А Другої ліги проти івано-франківського «Факела». Дячук-Ставицький вийшов на поле в стартовому складі та відіграв увесь матч. За другу команду «Карпати» виступав протягом двох з половиною сезонів, за цей час у Другій лізі зіграв 42 матчі та відзначився 2-а голами. Також у цей період виступав за дубль першої команди львів'ян (14 матчів, 1 гол). Під час зимової перерви сезону 2008/09 років був орендований «Енергетиком». Дебютував за бурштинський колектив 30 березня 2009 року в нічийному (0:0) домашньому поєдинку 20-о туру Першої ліги проти луцької «Волині». Михайло вийшов на поле на 75-й хвилині, замінивши Романа Барчука. По завершенні сезону виїхав до Польщі, де виступав за нижчолігові клуби «Спартакус» (Шароволя) та «Мотор» (Люблін).
У 2011 році повернувся до України, де став гравцем «Поляни». У серпні 2011 року повернувся до «Енергетика». Дебютував за бурштинський колектив після свого повернення 1 серпня 2011 року в програному (0:1) виїзному поєдинку 1-о туру 3-о туру Першої ліги проти чернівецької «Буковини». Дячук-Ставицький вийшов на поле на 24-й хвилині, замінивши Володимира Підвірного. У першій половині серпня 2011 року зіграв 3 матчі в Першій лізі. Після цього повернувся до аматорської «Поляни». 
Влітку 2012 року підписав контракт з білоцерківським «Арсеналом». Дебютував у футболці «канонірів» 14 липня 2012 року в програному (0:1) виїзному поєдинку 1-о туру Першої ліги проти «Кримтеплиці». Михайло вийшов на поле в стартовому складі, а на 86-й хвилині його замінив Андрій Кікоть. Єдиним голом за «Арсенал» відзначився 2 серпня 2012 року на 2-й хвилині переможного (2:0) домашнього поєдинку 4-о туру Першої ліги проти донецького «Олімпіка». Дячук-Ставицький вийшов на поле в стартовому складі та відіграв увесь матч. У складі клубу з Білої Церква в Першій лізі зіграв 16 матчів (1 гол) та 1 — у кубку України. На початку лютого 2013 року залишив «Арсенал» та приєднався до «Зірки». Дебютував за кіровоградський клуб 21 квітня 2013 року в переможному (3:0) поєдинку 26-о туру Першої ліги проти ФК «Одеса». Михайло вийшов на поле на 90-й хвилині, замінивши Олександра Логінова. Цей матч виявився єдиним для Дячука-Ставицького у футболці «Зірки». По завершенні сезону залишив кіровоградську команду й завершив кар'єру професіонального футболіста.
У 2013 році знову виступав у «Поляні». Наступного року перейшов до клубу «Бори» (Бориничі), який виступав у Прем'єр-лізі Львівської області. У 2017 році перейшов до іншої команди Львівщини, ФК «Миколаїв», кольори якого захищає й донині.

## Кар'єра тренера
По завершенні кар'єри професіонального футболіста розпочав тренерську діяльність. З липня 2016 року був асистентом у тренерському штабі Олександра Чижевського, який очолював команду «Карпати U-21» (Львів). У середині липня 2017 року увійшов до тренерського штабу Серхіо Наварро. А через рік став помічником Романа Гнатіва, який очолив «Карпати U-19» (Львів). З 2019 по 2022 рік знову працював асистентом у тренерському штабі Олександра Чижевського, який очолював першоліговий клуб «Агробізнес» (Волочиськ). У березні 2023 року очолив юнацьку команду львівського «Руху», замінивши на цій посаді Віталія Пономарьова, який очолив головну команду.

## Особисте життя
Син колишнього футболіста та футбольного функціонера Юрія Дячука-Ставицького

## Досягнення
Тренерські
«Рух U-19» (Львів)
- Чемпіонат України U-19:
  -  Чемпіон: 2022/23